# Дубравка (район Михайлівці)
Дубравка (словац. Dúbravka) — село, громада в окрузі Михайлівці, Кошицький край, Словаччина. Село розташоване на висоті 106 м над рівнем моря. Населення — 660 чол. (98 % — словаки). Вперше згадується в 1315 році. В селі є бібліотека, поштове відділення та футбольне поле. Також є автобусна та залізнична станція.

## Населення
| Рік:            | 1994. | 2004.   | 2014.   | 2024.   |
| --------------- | ----- | ------- | ------- | ------- |
| Кількість осіб: | 703   | 661     | 693     | 663     |
| Різниця:        |       | -5,97 % | +4,84 % | -4,32 % |

| Рік:            | 2023. | 2024.   |
| --------------- | ----- | ------- |
| Кількість осіб: | 659   | 663     |
| Різниця:        |       | +0,60 % |

## Пам'ятки
У селі є греко-католицька церква Різдва Пресвятої Богородиці з 1927 року в стилі неокласицизму, римо-католицький костел з 1993 року та православна церква святих Петра і Павла з 21 століття.